# Мус-Лейк (Міннесота)
Мус-Лейк (англ. Moose Lake) — місто (англ. city) в США, в окрузі Карлтон штату Міннесота. Населення — 2789 осіб (2020).

## Географія
Мус-Лейк розташований за координатами 46°27′3″ пн. ш. 92°45′35″ зх. д. / 46.45083° пн. ш. 92.75972° зх. д. (46.450718, -92.759608).  За даними Бюро перепису населення США в 2010 році місто мало площу 9,47 км², з яких 8,46 км² — суходіл та 1,02 км² — водойми. В 2017 році площа становила 9,00 км², з яких 7,95 км² — суходіл та 1,05 км² — водойми.

### Клімат
| Клімат : Мус-Лейк       | Клімат : Мус-Лейк | Клімат : Мус-Лейк | Клімат : Мус-Лейк | Клімат : Мус-Лейк | Клімат : Мус-Лейк | Клімат : Мус-Лейк | Клімат : Мус-Лейк | Клімат : Мус-Лейк | Клімат : Мус-Лейк | Клімат : Мус-Лейк | Клімат : Мус-Лейк | Клімат : Мус-Лейк | Клімат : Мус-Лейк |
| Показник                | Січ.              | Лют.              | Бер.              | Квіт.             | Трав.             | Черв.             | Лип.              | Серп.             | Вер.              | Жовт.             | Лист.             | Груд.             | Рік               |
| Абсолютний максимум, °C | 12,8              | 13,9              | 26,7              | 33,3              | 33,9              | 37,2              | 40,0              | 37,2              | 36,1              | 30,6              | 22,2              | 13,9              | 40,0              |
| Середній максимум, °C   | −6,7              | −3,6              | 2,9               | 11,8              | 19,3              | 24,1              | 27,4              | 25,9              | 20,4              | 13,7              | 3,4               | −4,2              | 11,2              |
| Середня температура, °C | −12,8             | −10,3             | −3,4              | 4,8               | 11,4              | 16,5              | 19,9              | 18,8              | 13,7              | 7,4               | −1,3              | −9,4              | 4,6               |
| Середній мінімум, °C    | −18,9             | −16,9             | −9,7              | −2,1              | 3,7               | 8,8               | 12,4              | 11,7              | 7,0               | 1,2               | −6,1              | −14,6             | −1,9              |
| Абсолютний мінімум, °C  | −47,2             | −40,6             | −39,4             | −22,2             | −8,9              | −3,3              | 1,1               | −1,7              | −7,8              | −16,7             | −35               | −45               | −47,2             |
| Норма опадів, мм        | 22                | 19                | 36                | 52                | 80                | 116               | 95                | 96                | 78                | 59                | 39                | 23                | 714               |
| ----------------------- | ----------------- | ----------------- | ----------------- | ----------------- | ----------------- | ----------------- | ----------------- | ----------------- | ----------------- | ----------------- | ----------------- | ----------------- | ----------------- |
| Джерело:                |                   |                   |                   |                   |                   |                   |                   |                   |                   |                   |                   |                   |                   |

## Демографія
Згідно з переписом 2010 року, у місті мешкала 2751 особа в 648 домогосподарствах у складі 318 родин. Густота населення становила 290 осіб/км².  Було 732 помешкання (77/км²).
Расовий склад населення:
| - 79,2 % — білих - 14,4 % — чорних або афроамериканців - 3,7 % — корінних американців - 0,9 % — азіатів |

До двох чи більше рас належало 1,2 %. Частка іспаномовних становила 4,0 % від усіх жителів.
За віковим діапазоном населення розподілялося таким чином: 11,1 % — особи молодші 18 років, 74,8 % — особи у віці 18—64 років, 14,1 % — особи у віці 65 років та старші. Медіана віку мешканця становила 39,0 року. На 100 осіб жіночої статі у місті припадало 276,3 чоловіків;  на 100 жінок у віці від 18 років та старших — 329,7 чоловіків також старших 18 років.
Середній дохід на одне домашнє господарство  становив 45 353 долари США (медіана — 34 375), а середній дохід на одну сім'ю — 58 931 долар (медіана — 46 852). Медіана доходів становила 46 042 долари для чоловіків та 36 611 долар для жінок. За межею бідності перебувало 38,9 % осіб, у тому числі 10,0 % дітей у віці до 18 років та 17,8 % осіб у віці 65 років та старших.
Цивільне працевлаштоване населення становило 898 осіб. Основні галузі зайнятості: освіта, охорона здоров'я та соціальна допомога — 32,4 %, публічна адміністрація — 17,6 %, мистецтво, розваги та відпочинок — 13,7 %.